# Out of the Depths
Pour plus de détails, voir Fiche technique et Distribution.
Out of the Depths   est un film muet américain réalisé par Frank Reicher et Otis Thayer et sorti en 1921.

## Fiche technique
- Titre : Out of the Depths
- Réalisation : Frank Reicher, Otis Thayer
- Scénario :  d'après une histoire de Robert Ames Bennet
- Producteur :
- Société de production : Art-O-Graph Productions
- Société de distribution : Pioneer Film Corporation
- Pays d'origine :  États-Unis
- Langue : film muet avec les intertitres en anglais
- Métrage
- Format : Noir et blanc — 35 mm — 1,33:1 — Muet
- Genre : Western
- Durée :
- Date de sortie : 
  - États-Unis : 16 septembre 1921

## Distribution
- Edmund Cobb
- Violet Mersereau